# Paralysie du sommeil
 Mise en garde médicale
La paralysie du sommeil est une parasomnie selon la Classification internationale des troubles du sommeil, qui se caractérise par le fait que le sujet, sur le point de s'endormir (paralysie hypnagogique) ou de s'éveiller (paralysie hypnopompique) mais tout à fait conscient, se trouve dans l'incapacité d'effectuer tout mouvement volontaire ou avec un extrême effort. Une fois un mouvement effectué, la victime reprend une maîtrise totale d'elle-même. À cette sensation d'immobilisation sont couramment associées des hallucinations auditives, sensitives ou visuelles ainsi que des impressions d'oppression, de suffocation, de présence maléfique et de mort imminente. Le sujet, dans l'impossibilité d'articuler les sons et de prévenir l'entourage, éprouve le plus souvent un sentiment d'anxiété et de frayeur.
Ce trouble du sommeil est dû à des intrusions du sommeil paradoxal et de l'absence de tonus musculaire qui l'accompagne lors des transitions entre veille et sommeil. Relativement fréquente dans la population générale, la paralysie du sommeil apparaît généralement chez des personnes dépourvues de tout trouble clinique. Elle peut cependant être aussi l'un des symptômes de la narcolepsie.
La paralysie du sommeil est mentionnée dans les traités médicaux depuis l'Antiquité. Son caractère étrange et déconcertant a été à l'origine, au cours des âges et à travers les diverses cultures, de nombreuses superstitions et thèmes mythologiques ou fantastiques, dont plusieurs artistes, littérateurs, peintres, sculpteurs, se sont inspirés.

## Aspects cliniques
La paralysie du sommeil est une parasomnie associée au sommeil paradoxal. Elle se manifeste lors des transitions entre l'éveil et le sommeil, soit au moment de l'endormissement (état hypnagogique), soit au réveil (état hypnopompique).
La personne est consciente et réveillée mais elle se retrouve partiellement immobilisée. L'épisode de paralysie du sommeil dure entre quelques secondes et quelques minutes ; la personne revient ensuite à son état normal, soit spontanément, soit à la suite d'une stimulation extérieure. L'impossibilité de faire un mouvement, de crier, de prévenir son entourage et, dans certains cas, l'apparition d'hallucinations hypnagogiques ou l'impression d'étouffement font que cette expérience est souvent associée à des sentiments de peur et d'angoisse.
En laboratoire, on observe l'absence de tonus des muscles axiaux et périphériques, de fréquentes petites secousses musculaires ainsi que des mouvements des yeux et des paupières. La respiration est conservée et l'électro-encéphalogramme présente un tracé de veille.

### Mécanisme de la paralysie du sommeil
Le principe général des parasomnies est que, les états d'éveil et de sommeil ne s'excluant pas entre eux au niveau des systèmes neuronaux, il peut à l'occasion s'effectuer des mélanges ou des recouvrements de ces deux états. Ainsi certaines caractéristiques d'un état de veille ou de sommeil peuvent apparaître au cours d'un autre état, même chez le sujet sain.
Une des caractéristiques du sommeil paradoxal est l'atonie musculaire, c’est-à-dire la diminution du tonus des muscles. Elle est due à la forte inhibition des motoneurones spinaux par la libération d'un neurotransmetteur, la glycine. Les commandes motrices n'activent donc plus les muscles squelettiques posturaux, de sorte que le dormeur, pendant cette phase où le cerveau est particulièrement actif, ne mette pas en action ses rêves et n'effectue pas des mouvements qui pourraient s'avérer dangereux pour lui-même ou autrui (l'activité des muscles respiratoires et du muscle cardiaque est cependant conservée, de même que celle de certains petits muscles comme ceux des yeux et de l'oreille moyenne).
La paralysie du sommeil s'explique par l'intrusion imprévue de cette atonie musculaire lors d'une transition entre veille et sommeil et, très probablement, par le fait que le sujet devenu éveillé et conscient perçoive cette absence de tonus musculaire.

### Prévalence dans la population
La prévalence de la paralysie du sommeil serait très variable en fonction du groupe ethnique et du sexe biologique, avec un risque plus important chez les ethnies non caucasiennes et les femmes, mais cette variabilité est sujette à controverse. On a aussi remarqué que, dans certains cas, plusieurs sujets d'une même famille étaient affectés.
Selon les études, 25 à 60 % de la population générale l'expérimentent, au moins sous une forme légère, une fois dans la vie,. Seuls 0,3 à 6,2 % des cas l'expérimentant de façon régulière et sous une forme plus ou moins sévère. La paralysie du sommeil apparaît le plus souvent à l'adolescence, avec un pic statistique autour de 17 ans, et reste, selon certaines sources, également répandue quels que soient l'âge et le sexe.
Si la plupart des paralysies du sommeil se produisent chez le sujet ne présentant aucun trouble clinique (on parle alors de « paralysie du sommeil isolée »), ce trouble est parfois associé à la narcolepsie (20 à 40 % des narcolepsies manifestent ce symptôme). Dans ce cas, la paralysie du sommeil se produit alors généralement à l'endormissement.

### Facteurs favorisants
Ces paralysies peuvent être causées par plusieurs facteurs :
- la fatigue ou un sommeil non réparateur[12] ;
- des horaires de sommeil irréguliers (par exemple en cas de décalage horaire ou d'emploi à horaires alternés)[2],[12],[13] ;
- l'endormissement sur le dos[2],[12] ;
- une position non habituelle à l'endormissement[réf. nécessaire] ;
- un endormissement difficile amenant de la nervosité[réf. nécessaire] ;
- le surmenage[réf. nécessaire] ;
- l'anxiété et le stress importants[2],[12] ;
- le fait d'avoir subi des abus sexuels ;
- un changement de style de vie trop brusque[2] (comme le changement de lieu de vie ou de situation professionnelle) ;
- la consommation de drogues[14] ;
- la prise de certains médicaments[15] ;
- des troubles mentaux[16], tels que la bipolarité ;
- la lumière ambiante[2] et/ou l'exposition à la lumière bleue des écrans[réf. nécessaire] ;
- certains exhausteurs de goûts, contenant notamment du glutamate de sodium[2].

### Hallucinations associées

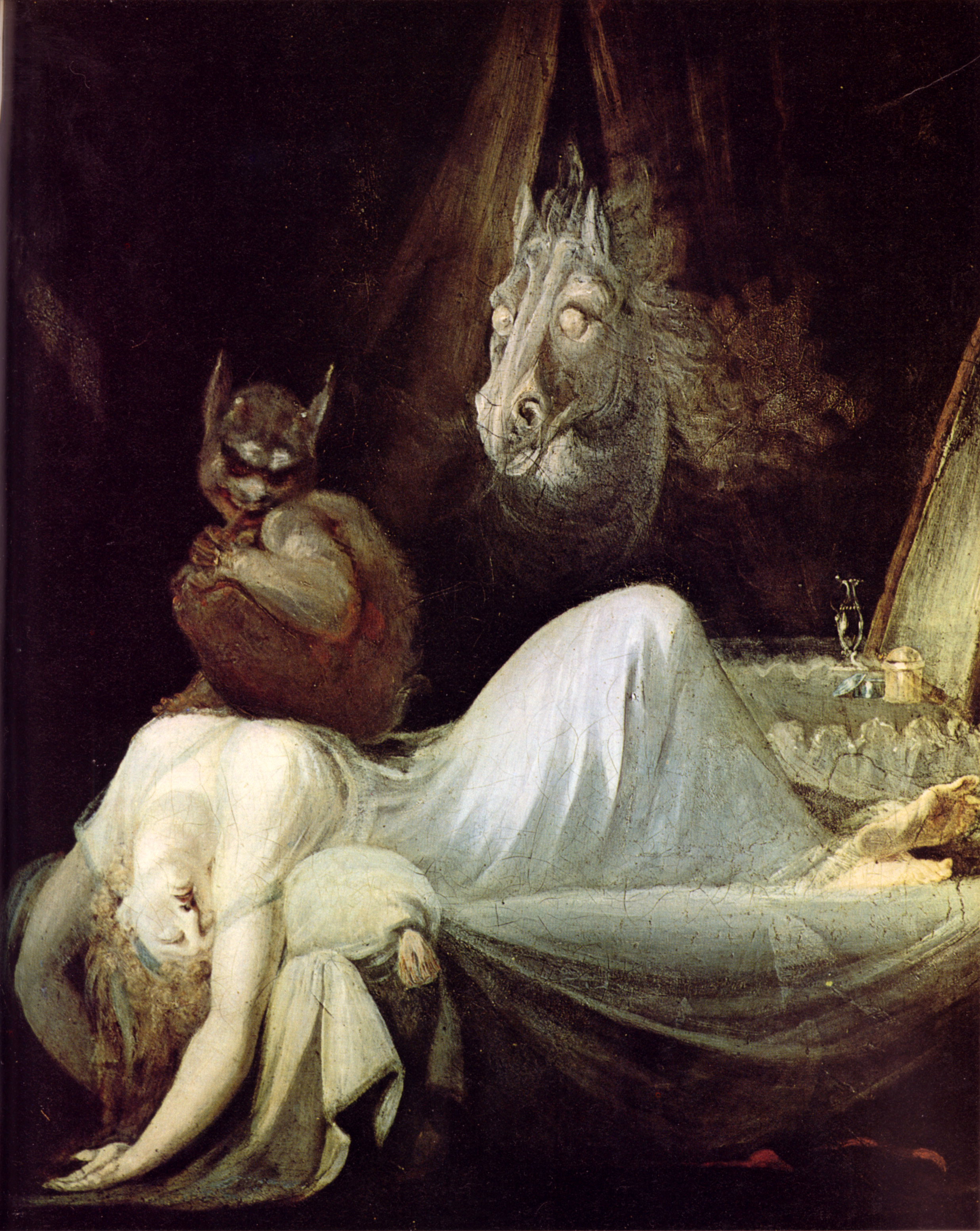
Le Cauchemar, par Johann Heinrich Füssli (autre version).

À la paralysie du sommeil sont souvent associées des expériences qu'on peut à proprement qualifier d'hallucinations dans le sens où, ceux qui les vivent, sont parfois convaincus de leur réalité; une remise en question n'intervenant le plus souvent qu'après la prise de connaissance du phénomène et de son aspect hallucinatoire. Leur origine est à rapprocher de celle des rêves qui caractérisent le sommeil paradoxal. Il est à noter que l'aspect purement médical fait encore débat actuellement, les hallucinations marquant émotionnellement le sujet, dans la plupart des cas, plus que la paralysie en elle-même.
Ces hallucinations visuelles, auditives, tactiles, kinesthésiques, tournent souvent autour du thème de la présence menaçante d'un ou plusieurs intrus dans la chambre. Elles sont parfois intenses. Il serait cependant exagéré de croire qu'elles seraient systématiquement éprouvées par l'ensemble des individus dans la population générale qui ont occasionnellement connu une telle expérience. En fait, seuls 5 % décrivent avoir vécu une expérience de paralysie du sommeil associant la peur à un panel complet d'hallucinations, comprenant vision et audition d'un intrus, sensations d'écrasement ou d'étouffement, entre autres. Ainsi, si l'hallucination la plus caractéristique et la plus fréquente est la sensation d'une présence (sans qu'elle soit nécessairement aperçue), selon une étude portant sur un échantillon de la population générale, les hallucinations visuelles sont bien moins courantes.
Les hallucinations auditives (bruits de pas, voix et autres sons), les expériences sensorielles de pression, d'écrasement par un poids sur le torse, les sensations de picotements électriques, les hallucinations kinesthésiques et cénesthésiques (sensations de « sortie du corps », de chute ou de lévitation) sont rapportées par plus de la moitié des sujets. Un peu moins de la moitié signalent une impression d'étouffement ou bien des hallucinations tactiles.
Beaucoup moins communes sont d'autres impressions comme des sensations de vibration, de douleur ou de froid, des odeurs, des mouvements des couvertures ou des interactions sexuelles, en particulier violentes et abusives[réf. nécessaire].
Ces hallucinations sont accompagnées d'émotions, les plus fréquentes et ressenties avec le plus d'intensité étant la peur et le sentiment de danger ou de mort imminente ; mais certaines personnes ont décrit, plus rarement, avoir ressenti de la colère, de la tristesse, un sentiment agréable d'extase ou bien des désirs érotiques.

### Traitement et solutions au trouble
Si les crises sont persistantes, il est recommandé de vérifier si elles ne sont pas associées à la narcolepsie. Autrement, à moins de formes sévères ou familiales, il n'est besoin d'aucun traitement médicamenteux.
Bien que le trouble ne présente aucun danger en soi, il peut avoir un fort impact psychologique sur le sujet. C'est généralement l'angoisse accompagnant les crises qui amène la personne souffrant de paralysie du sommeil à consulter. Aussi le traitement doit lui permettre de relativiser son expérience par l'explication des phases du sommeil et en particulier de l'atonie musculaire du sommeil paradoxal. Il faut bien sûr limiter les facteurs favorisants, s'il s'en trouve. Il est alors conseillé d'apprendre des techniques de relaxations afin de dédramatiser, de respirer de manière abdominale pour se calmer et de modifier ses pensées en pratiquant la pensée positive et la visualisation des sentiments avant le sommeil.

#### Gérer les paralysies du sommeil
Cela dit, différents auteurs ont publié quelques méthodes permettant de mieux gérer les crises de paralysie du sommeil lorsqu'elles surviennent.
La paralysie du sommeil n'est pas obligatoirement un phénomène effrayant. Il semblerait que l'aspect terrifiant des hallucinations, tel que certaines personnes l'éprouvent, dépend en grande partie de leur état d'esprit : le fait de se sentir immobilisé provoque la panique et la panique induit le caractère cauchemardesque des hallucinations. En faisant disparaître la peur qui accompagne le phénomène, on fait aussi disparaître les expériences désagréables. Un conseil est donc de maîtriser ses émotions et, en particulier, d'éviter de lutter et de se débattre, réactions qui accroissent l'angoisse et intensifient les aspects désagréables de l'expérience. Il est aussi possible de modifier ses sentiments en évoquant des émotions positives.
Certaines techniques permettent de provoquer rapidement un réveil complet. L'une consiste à se concentrer sur sa respiration et en prendre le contrôle, en la ramenant à un rythme régulier et en pratiquant des respirations profondes. Tousser volontairement conduit au même résultat.
L'atonie musculaire ne touche complètement que les muscles posturaux ; de nombreux petits muscles du corps ne sont pas affectés, ou moins. Aussi remuer un doigt ou un orteil, crisper et décrisper régulièrement le poing, grimacer en contractant les muscles du visage, ou encore remuer la langue dans la bouche, bouger les yeux çà et là ou loucher sont des méthodes connues pour mettre fin au trouble,. Néanmoins, cette méthode est très fatigante et nécessite un effort assez important de la part de la personne.
De même, sachant qu'un simple contact extérieur suffit pour revenir à un état normal, il est souhaitable de mettre au courant son partenaire de lit et de lui demander d'intervenir sitôt qu'à certains indices (gémissements, respiration haletante) il estime que se produit une crise.
Il faut aussi savoir qu'il est possible d'orienter volontairement les hallucinations afin de leur donner un caractère agréable et les transformer en expériences subjectivement positives, voire parfois vécues comme spirituelles,,. On peut entre autres visualiser une situation en accord avec les sensations proprioceptives (par exemple profiter de l'impression de flottement pour s'imaginer flotter sur un lac).
Il est aussi faisable, depuis l'état de paralysie du sommeil, d'entrer consciemment dans un rêve lucide (un rêve où l'on se sait rêver et où s'offre donc la possibilité d'agir et de modifier le contenu onirique avec plus de liberté), ce qui désamorce généralement l'aspect effrayant de l'expérience,. Les méthodes consistent, toujours après s'être convaincu du caractère onirique et inoffensif des ressentis, à accepter images et sensations telles que la pression vers le bas, le flottement, les impressions de sortie du corps, à se laisser aller et à les accompagner mentalement, ou bien même à susciter et accentuer ces perceptions, en particulier la rotation sur soi-même.

### Diagnostics différentiels
Il ne faut pas confondre la paralysie du sommeil avec :
- le cauchemar, rêve suffisamment effrayant pour réveiller le dormeur[26] ;
- la cataplexie, rencontrée dans la narcolepsie où la personne éveillée s'écroule à cause d'une atonie musculaire généralement provoquée par une forte émotion ;
- les paralysies hypokaliémiques, qui peuvent survenir au réveil chez l'adolescent après un abus d'alcool.

On peut plus difficilement confondre la paralysie du sommeil avec les terreurs nocturnes, qui touchent le plus souvent des enfants de 6 à 12 ans : celles-ci se produisent au cours de la nuit, dans les premières heures du sommeil (en phase de sommeil lent) ; loin d'être immobilisé, le sujet est retrouvé assis sur son lit en sueur, les yeux ouverts et fixes, montrant des signes de panique (cris, pleurs, gesticulations ou propos incohérents). Il n'est pourtant pas véritablement réveillé et ne garde généralement aucun souvenir de l'épisode le lendemain.

## Aspects historiques et culturels
La paralysie du sommeil et ses manifestations hallucinatoires sont connues depuis l'Antiquité. Elle a été désignée dans la littérature médicale au cours des âges sous de nombreuses appellations différentes.
On la trouve mentionnée chez les Grecs par le médecin Hippocrate, dès le Ve siècle av. J.-C., puis par Thémison de Laodicée (Ier siècle av. J.-C.), Soranos d'Éphèse et Galien (IIe siècle), Oribase (IVe siècle), Paul d'Égine (VIIe siècle) sous les noms d’ephialtes (Ἐφιάλτης / Ephiáltês) ou encore d'« étouffeur » (πνιγαλιων / pnigalion). Les caractères cliniques retenus sont les mêmes qu'actuellement, à savoir l'immobilisation, les sensations d'écrasement, d'étouffement, l'impossibilité de crier et l'anxiété extrême.
C'est toujours sous le même nom d’ephialtes qu'on rencontre ce trouble décrit par les médecins romains Caelius Aurelianus, Aetius (Ve siècle) et chez le philosophe Macrobe (Ve siècle). Les médecins grecs et romains attribuent déjà à la paralysie du sommeil une cause physiologique : pour eux soit une forme d'épilepsie ou d'asthme nocturne, soit un excès de nourriture et de boissons qu'ils traitent en conséquence à l'aide de laxatifs et de saignées.
Le mot ephialtes restera dans la littérature germanique jusqu'à la fin du XIXe siècle, mais en France, de la Renaissance au début du XIXe siècle, on utilisera dans la littérature médicale le terme latin incubus.
En 1815, le médecin Louis Dubosquet s'attache à faire remplacer incubus par cauchemar, terme que les ouvrages de médecine en France utiliseront jusqu'à la fin du XXe siècle, bien que l'expression « cataplexie du réveil » ait aussi été utilisée (Jean Lhermitte, 1928). Le terme cauchemar passera peu à peu, dès la fin du XIXe siècle, dans le langage courant pour désigner le mauvais rêve. Il sera encore utilisé en France jusqu'à la fin du XXe siècle pour décrire la paralysie du sommeil dans certains articles de psychiatrie et de psychanalyse.
L'expression « paralysie du sommeil » (sleep paralysis), introduite en 1928 par Kinnier Wilson, est l'appellation retenue aujourd'hui (2011) par la Classification internationale des troubles du sommeil.

### Dans le folklore
Parallèlement à la littérature médicale se développent, à toutes les époques et tout autour du monde, de nombreuses croyances populaires attribuant à des interventions d'origine surnaturelle ou des phénomènes extraordinaires les manifestations hallucinatoires de la paralysie du sommeil.
Durant l'Antiquité, les médecins grecs dénonçaient les superstitions qui voyaient en l’ephialtes l'agression d'esprits des morts, de satyres ou de la déesse Hécate, nécessitant des rites propitiatoires.
Les Romains appelleront cette forme de cauchemar incubus (signifiant « couché sur »). Le terme désignera aussi l'agresseur nocturne supposé, un démon masculin qui possède les femmes. À partir du Moyen Âge, la théologie chrétienne reprendra la notion d'incube et elle insistera sur sa composante sexuelle (qui semble pourtant assez rare, du moins de nos jours) : le débat portera moins sur la réalité du phénomène, admis comme étant l'œuvre de créatures diaboliques, que sur la possibilité donnée à celles-ci d'engendrer.
C'est encore un esprit maléfique qui est tenu responsable de l'agression en Allemagne, l’Alb, un elfe qui s'accroupit sur la poitrine du dormeur ; en Scandinavie et dans les Flandres, on évoque la Mare (mara ou mahr), à l'origine un spectre femelle malveillant du folklore scandinave. On retrouve ces racines dans l'étymologie des termes utilisés aujourd'hui pour décrire le cauchemar : Albtraum (rêve d'Alb) en allemand ; en suédois mardröm (rêve de Mare) ; nightmare en anglais et l'allemand Nachtmahr (Mare de nuit) ; en norvégien mareritt et en danois mareridt signifient chevauchée de la Mare.
Il en est de même en France, au Moyen Âge et durant la Renaissance, où les croyances populaires estiment que des vieilles femmes, des sorcières, des démons paralysent et maltraitent le dormeur. En Picardie on les appelle cauquemares (du vieux français caucher, « fouler », « presser », et toujours de la même racine mare, « fantôme », empruntée au moyen néerlandais par le picard). Le mot « cauchemar » en dérive. Dans le Lyonnais, on parle de cauquevieilles et dans le Languedoc de la chaouche-vielio (« la vieille qui écrase »), ; on utilise aussi le terme chauche-poulet.
On retrouve cette notion d'agresseur diabolique ou fantomatique, pesant sur le dormeur, dans les légendes et la terminologie du monde entier : en Chine, le phénomène est connu sous le nom de gui ya chuang « fantôme qui écrase [le dormeur contre] le lit » ; on l'attribue à la visite d'une vieille sorcière (Ag Rog ou Old Hag) à Terre-Neuve au Canada ; au Mexique, c'est la subida del muerto (le « mort qui monte dessus ») ; en Turquie, karabasan (le « gars noir ») ; en Algérie, on désigne ce phénomène sous le nom de jedma (« cauchemar »), bou berrak (« celui qui pèse de tout son corps sur le dormeur ») ou encore bou tlelis ; au Maroc, sous le nom de bough'tat (« celui qui te recouvre ») car on explique parfois le phénomène par la venue du « gars noir », d'une vieille femme ou encore d'un djinn écrasant de tout son poids la poitrine du dormeur.
Au Japon, la paralysie de sommeil est désignée sous le nom de kanashibari (金縛り), littéralement : « maintenu par une étreinte de fer », de kana (« métal ») et shibaru (« lier ») ; les Inuits appellent le phénomène augumangia en Inupik et ukomiarik en Yupik et l'attribuent aux esprits ; aux Antilles Françaises, c'est probablement l'origine de la croyance concernant les Soucougnans, en Guadeloupe, femmes volantes qui peuvent pénétrer la nuit dans les cases pour épier les gens, ou les dorlis en Martinique qui sont des personnes se transformant en esprit ou en animal, qui peuvent parfois violer les jeunes femmes (encore de nos jours on trouve des ciseaux disposés sur la porte pour s'en protéger). Dans les croyances russes traditionnelles, les symptômes de la paralysie du sommeil ont été attribués à la colère du domovoï, l'esprit de la maison, punissant des personnes pour mauvais devoir conjugal ou trahison.
De nos jours, la paralysie du sommeil joue un rôle non négligeable dans les rapports d'événements en apparence paranormaux (poltergeists, « expériences hors du corps », visions de fantômes ou de démons) ainsi que dans les témoignages d'enlèvements par les extraterrestres,,,,.
Les personnes qui prétendent avoir été « abductées » (prises pendant quelque temps par des extraterrestres) seraient assez souvent sujettes à la paralysie du sommeil. Bien que communément admises dans le champ des troubles du sommeil, l'aspect purement médical est parfois remis en question face à une interprétation plus mystique par les sujets eux-mêmes. Les hallucinations — et non la paralysie — sont d'ailleurs vues comme de véritables attaques dans les milieux ésotériques où elles sont admises comme des manifestations réelles.

### Dans les arts
On trouve en art plusieurs références à la paralysie du sommeil. Bien entendu l'expression « paralysie du sommeil », d'origine récente, n'est pas utilisée mais on trouve à la place « cauchemar » (ou les termes traduisant cette notion dans les langues correspondantes),,.

#### Littérature
Dans Roméo et Juliette (1595), Shakespeare attribue à la reine des fées Mab, non seulement toutes les illusions des songes, mais aussi les impressions d'étreinte et d'écrasement, les associant à la position de sommeil sur le dos ; dans le Don Quichotte de Cervantes (1605), la servante Maritornes se réfugie dans le lit de Sancho Pança qui, « sentant cette masse sur son estomac, […] crut qu’il avait le cauchemar. »
Dans le conte humoristique le Fantôme de Canterville d'Oscar Wilde (1891), le fantôme se propose de faire subir ce traitement aux nouveaux propriétaires du château.
Dans le roman graphique L'Arabe du futur (tome 6) de Riad Sattouf, l'auteur décrit un épisode de paralysie du sommeil incluant une présence effrayante dans la pièce, ainsi qu'une sensation d'écrasement.
Les descriptions les plus claires d'états de paralysie du sommeil se trouvent dans les nouvelles Le Horla (1887) de Maupassant et Le Bras flétri (1896) de Thomas Hardy.
Moins évidentes sont les évocations parfois citées des romans Moby Dick (1851) d'Herman Melville, Les Heureux et les Damnés (1922) de Francis Scott Fitzgerald ou de la nouvelle Les Neiges du Kilimandjaro (1936) d'Ernest Hemingway.

#### Arts plastiques
Dans les arts plastiques, on citera essentiellement les différentes versions du tableau Le Cauchemar du peintre Heinrich Füssli et celui homonyme du peintre danois Nicolai Abraham Abildgaard (1800), qui représentent un démon assis sur le ventre d'une femme endormie. Cette scène inspira plusieurs autres œuvres, dont une sculpture d'Eugène Thivier.
Dans le tableau La Nuit (1889-1890) de Ferdinand Hodler, le personnage central est effrayé par une forme cauchemardesque drapée de noir, accroupie sur lui.

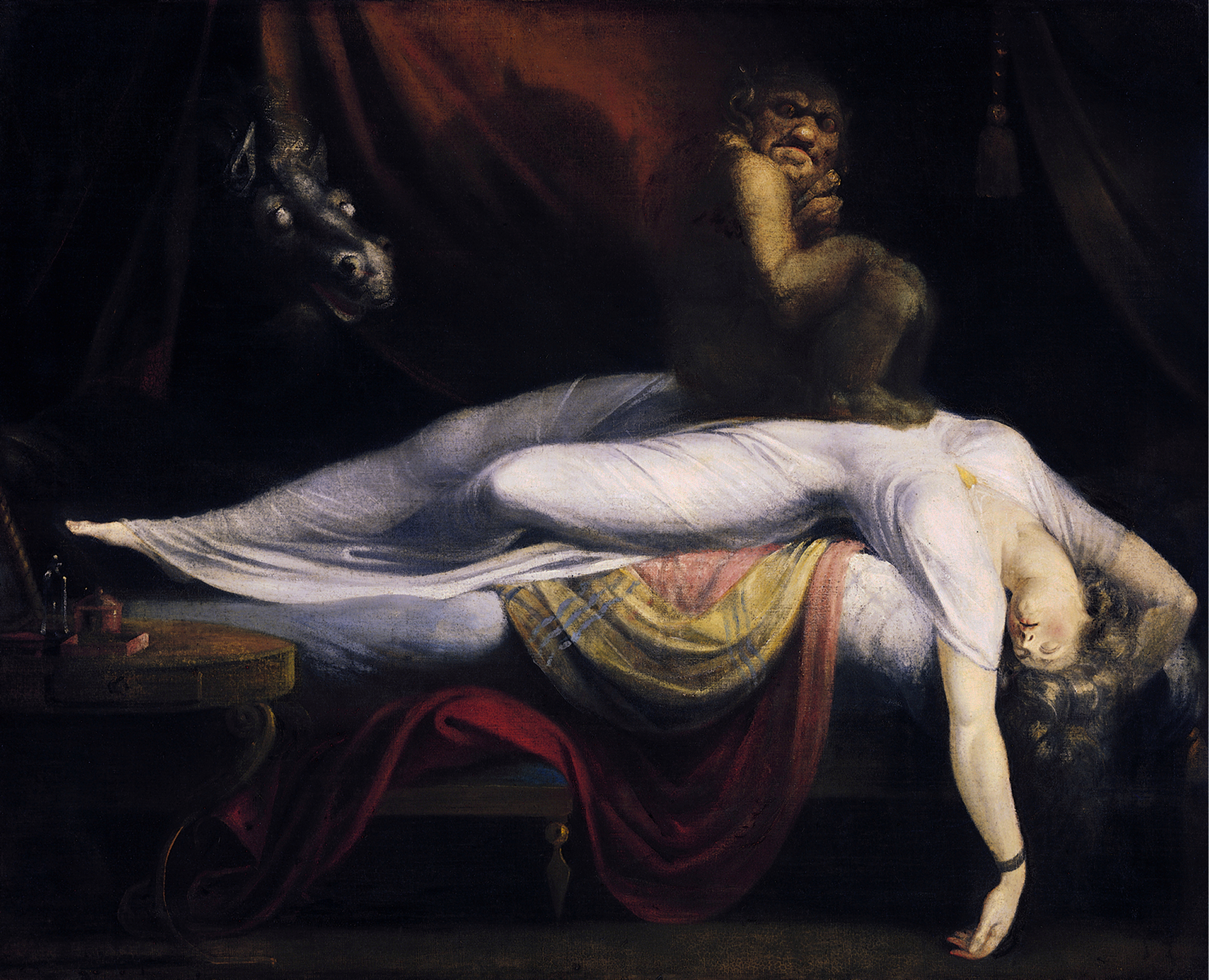
Le Cauchemar, par Johann Heinrich Füssli (version de 1781).
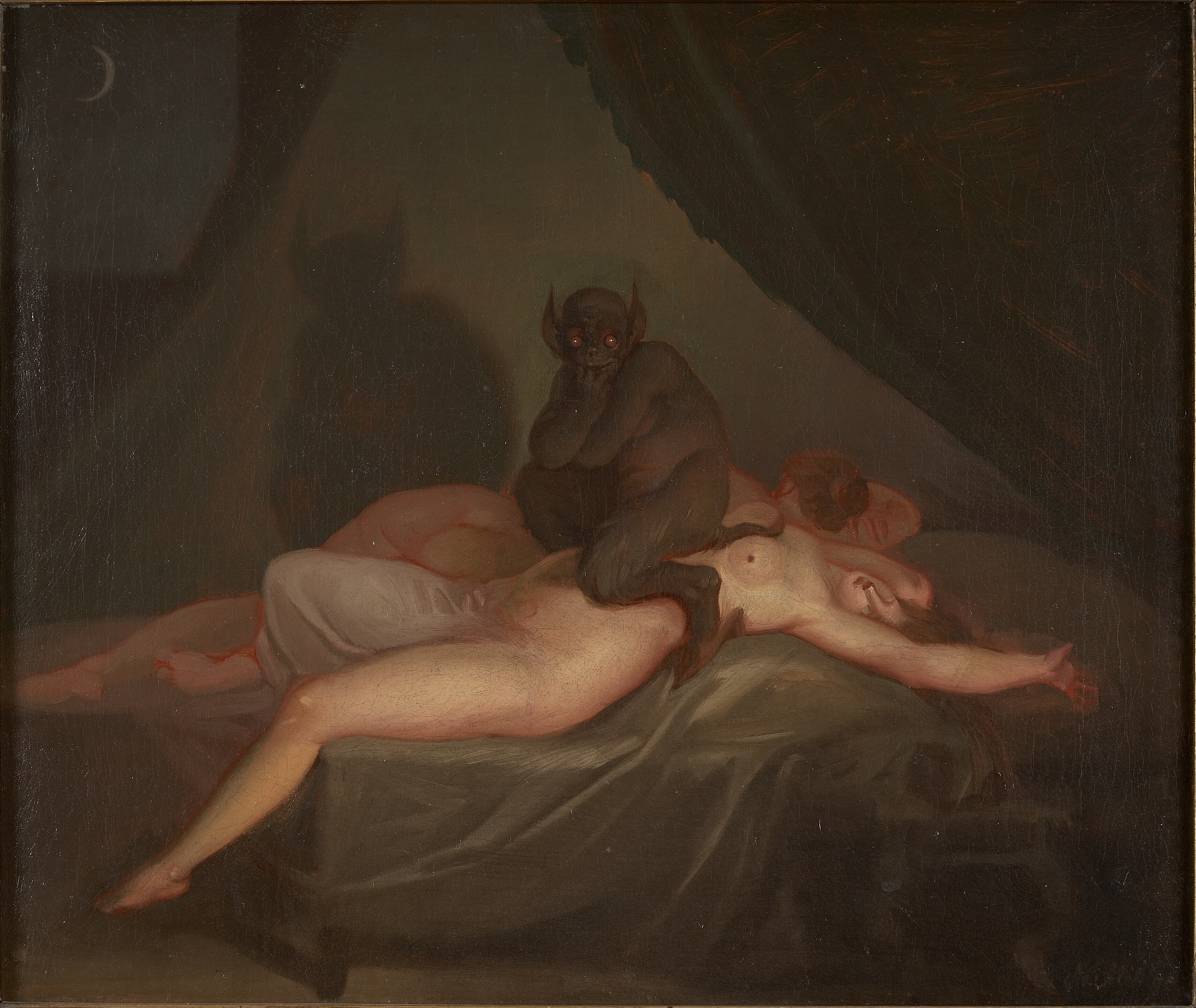
Le Cauchemar, par Nicolai Abildgaard (1800)
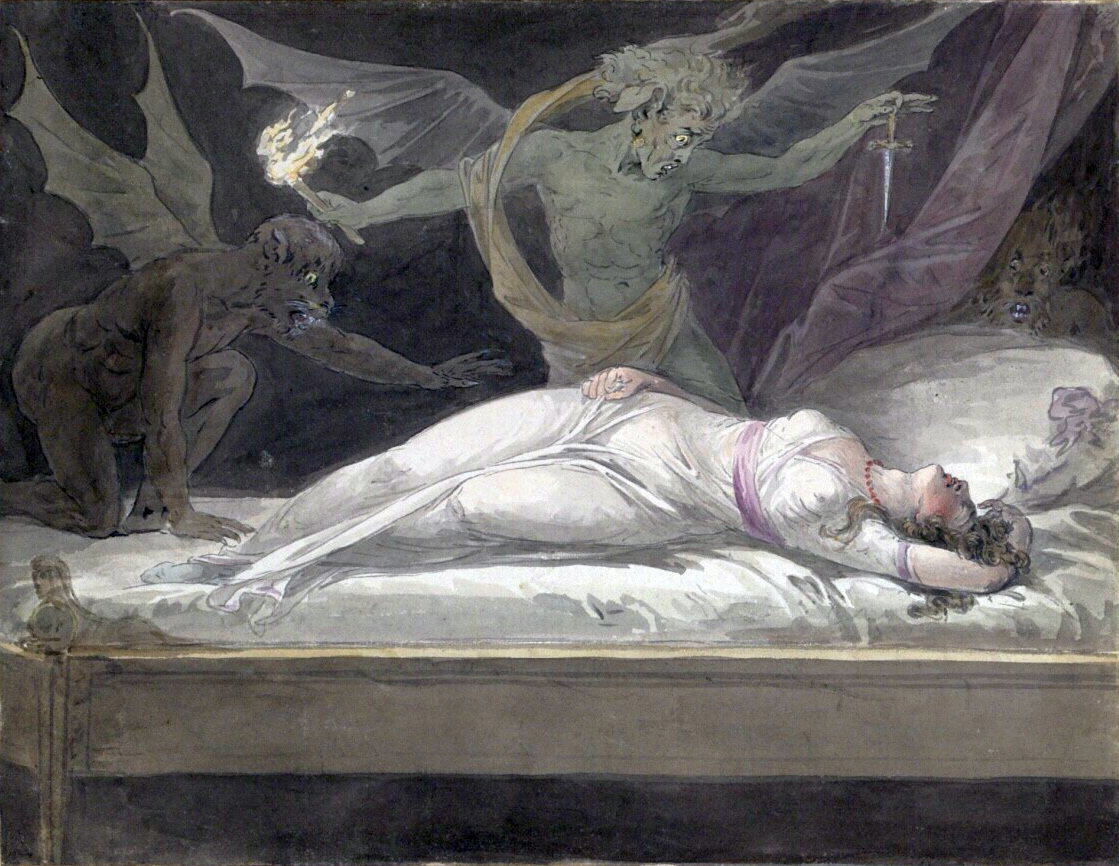
Incubus, par Charles Walker (1870).
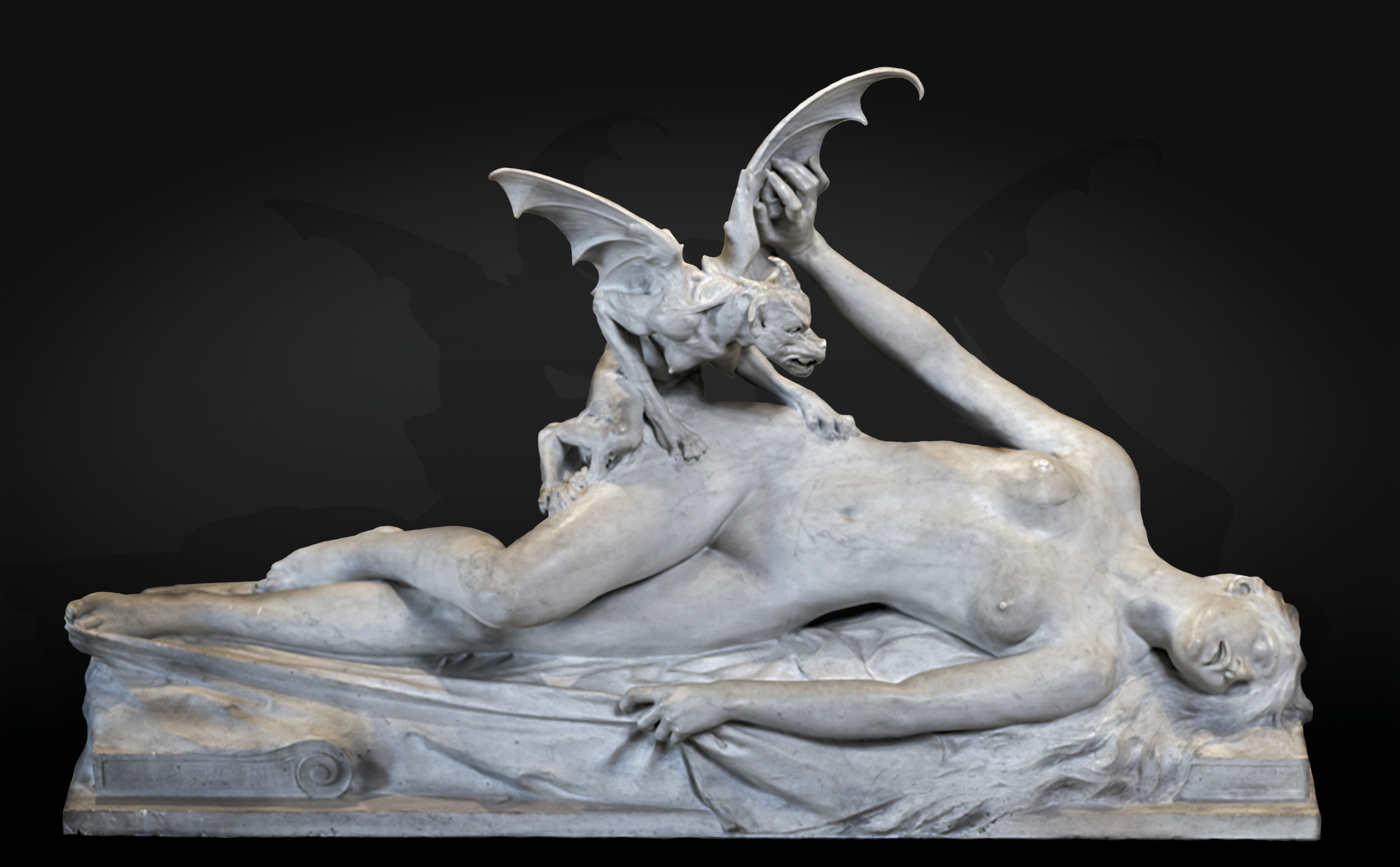
Le Cauchemar, par Eugène Thivier (1894).
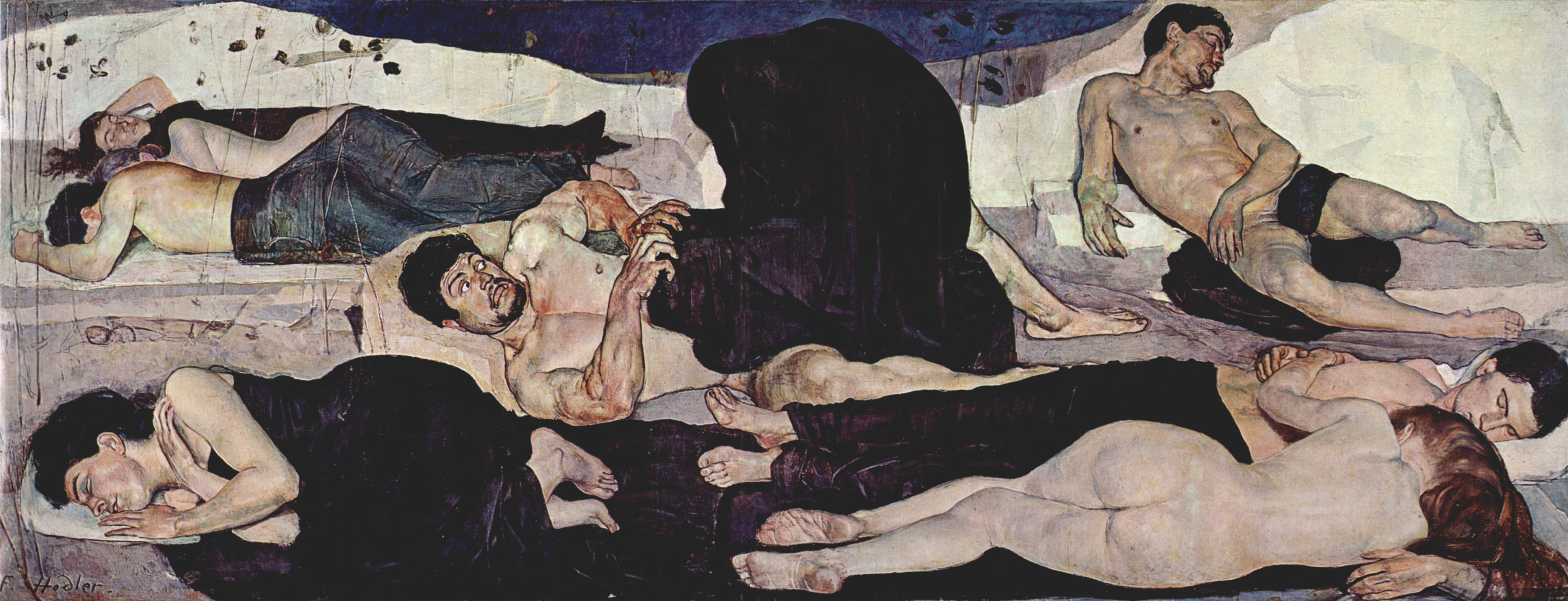
La Nuit, par Ferdinand Hodler (1889-1890).

#### Films et séries
- En 2018, le film d'horreur américain Mara est basé sur ce sujet.
- Le personnage de Nell dans The Haunting souffre de paralysie du sommeil.
- Le phénomène est aussi au cœur de l'étude universitaire à laquelle l'héroïne Sarah se prête dans Come True.
- La série Evil évoque notamment ce phénomène dans plusieurs épisodes.